# Santa Rosa (Cauca)
Santa Rosa é um município da Colômbia, localizado no departamento de Cauca.